# My2 Chamaeleontis
My2 Chamaeleontis (μ2 Chamaeleontis, förkortat My2 Cha, μ2 Cha) som är stjärnans Bayerbeteckning, är en ensam stjärna belägen i den södra delen av stjärnbilden Kameleonten. Den har en skenbar magnitud på 6,61 och är mycket svagt synlig för blotta ögat där ljusföroreningar ej förekommer. Baserat på parallaxmätning inom Hipparcosuppdraget på ca 4,4 mas, beräknas den befinna sig på ett avstånd på ca 750 ljusår (ca 230 parsek) från solen.

## Egenskaper
My2 Chamaeleontis är en gul till vit jättestjärna av spektralklass G6/8 III. Den har en radie som är ca 9,4 gånger större än solens och utsänder från dess fotosfär ca 59 gånger mera energi än solen vid en effektiv temperatur på ca 5 000 K.
My2 Chamaeleontis misstänks vara en variabel stjärna.